# ベアタ・シドゥウォ

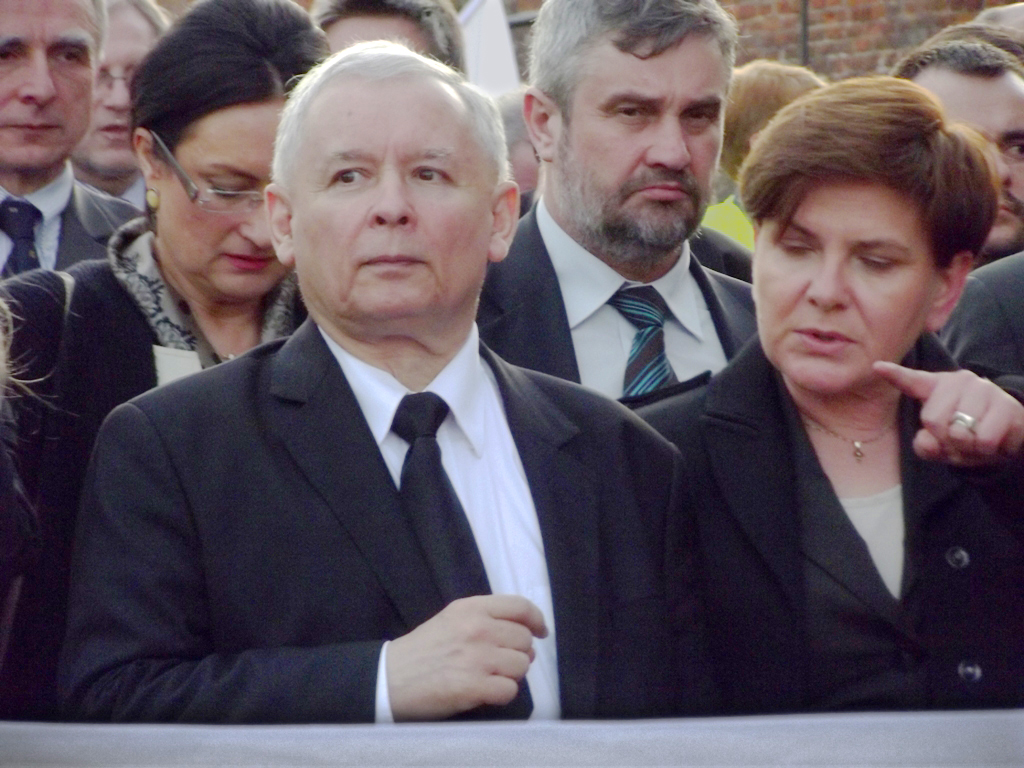
PiSのヤロスワフ・カチンスキ党首と。（2013年4月クラクフ、故レフ・カチンスキ大統領の3年忌にて。）

ベアタ・マリア・シドゥウォ（ポーランド語: Beata Maria Szydło, 出生名：ベアタ・クシニスカ（Beata Kusińska）, 1963年4月15日 - ）はポーランドの政治家。彼女はハンナ・スホツカ、エヴァ・コパチに続く3人目の女性首相である。ベアタ・シドウォとも書かれる。一部の報道では「ベアタ・シェドワ」と表記された。

## 生い立ち
オシフィエンチムで生まれ、ブジェシュチェ近郊で育つ。彼女の父は同地で炭鉱夫をしていた。1989年、クラクフのヤギェウォ大学の哲学歴史学部博士課程を修了。その後、クラクフ市歴史博物館のアシスタント、ブジェシュチェ文化センター長等を歴任。2001年にはクラクフ経済大学の行政マネジメント課程を修了している。

## 政治経歴
1998年、35歳の時、シドゥウォはブジェシュチェの町長に当選。2005年9月25日にはPiSの候補者として12－フシャヌフ選挙区で14,447票を得て下院（セイム）議員に初当選（以後4期連続当選）。
2015年6月20日、PiSの党大会で、シドゥウォは2015年の総選挙の首相候補に指名された。総選挙で彼女の党は37.6%の得票を得て与党市民プラットフォームの24.1%を上回り、上院下院の両方で過半数を獲得。2015年11月16日、アンジェイ・ドゥダ大統領により、エヴァ・コパチの後任の首相に任命された。2017年12月7日に議会に提出された内閣不信任決議案は賛成168票・反対239票・棄権17票で否決されたものの同日中に辞任を表明し、12月8日にドゥダ大統領はマテウシュ・モラヴィエツキ財務大臣に組閣を要請した。12月11日、モラヴィエツキ内閣の副首相に就任。

## 人物
エドヴァルト・シドゥウォ（Edward Szydło）と結婚。夫婦には2人の息子、ティモテウシュ（Tymoteusz）とブワジェイ（Błażej）がいる。